# ジャン＝ピエール＝アントワーヌ・タサエール
ジャン＝ピエール＝アントワーヌ・タサエール（Jean-Pierre-Antoine Tassaert、1727年 - 1788年1月21日）はベルギー生まれの彫刻家でフランスやプロイセンで働いた。

## 略歴
アントウェルペンの美術家の家で生まれた。アントウェルペンで修行した後、15歳の時兄弟の一人とロンドンで修行した後、1744年にパリに移り、彫刻家、ルネ＝ミシェル・スロッツ（別名、ミケランジュ・スロッツ）の工房で働いた。1758年にミニアチュール画家のMarie-Edmée Moreau (1736–91) と結婚した。1764年にスロッツが死去した後、独立して宮殿や記念碑の仕事をするようになった。
30年間、パリで働いた後、プロイセン王国のフリードリヒ2世の宮廷彫刻家となるため、1775年に家族とベルリンに移った。王室や、上級軍人の依頼で作品を製作し、ヨハン・ゴットフリート・シャドウらが助手となった。フリードリヒ2世が死去した後もフリードリヒ・ヴィルヘルム3世の宮廷彫刻家の仕事を続けた。1788年にベルリンで死去した。
8人の子供がいて、ジャン＝ジョゼフ＝フランソワ・タサエール(Jean-Joseph-François Tassaert:1765-c.1835)は画家、版画家になった。アンリエット＝フェリシテ・タサエール(Henriette-Félicité Tassaert:1766–1818)は肖像画家として知られている。孫のオクターヴ・タサエール(Nicolas François Octave Tassaert: 1800-1874)は画家になった。

## 作品

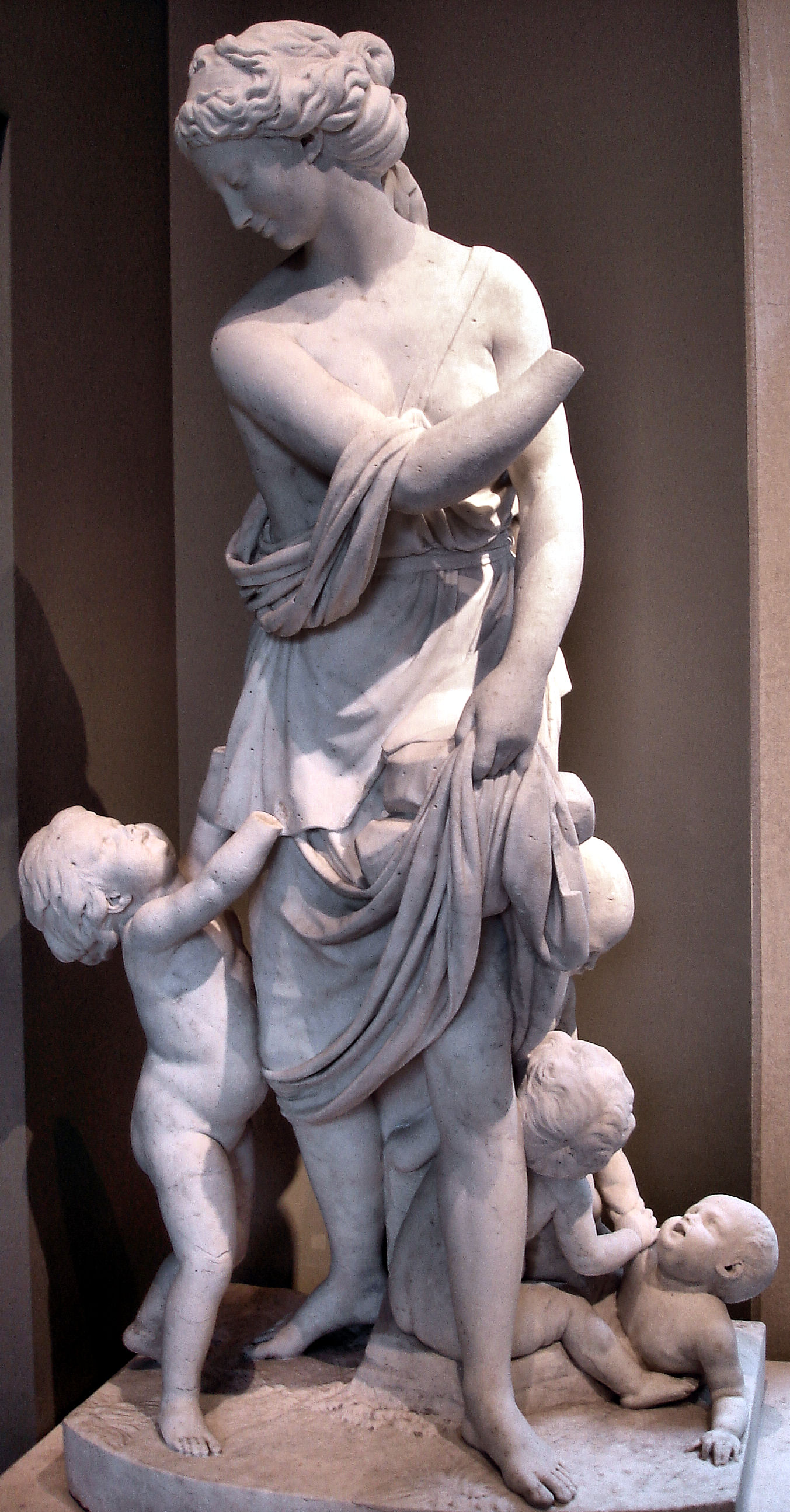
ピュラー (1770年代)
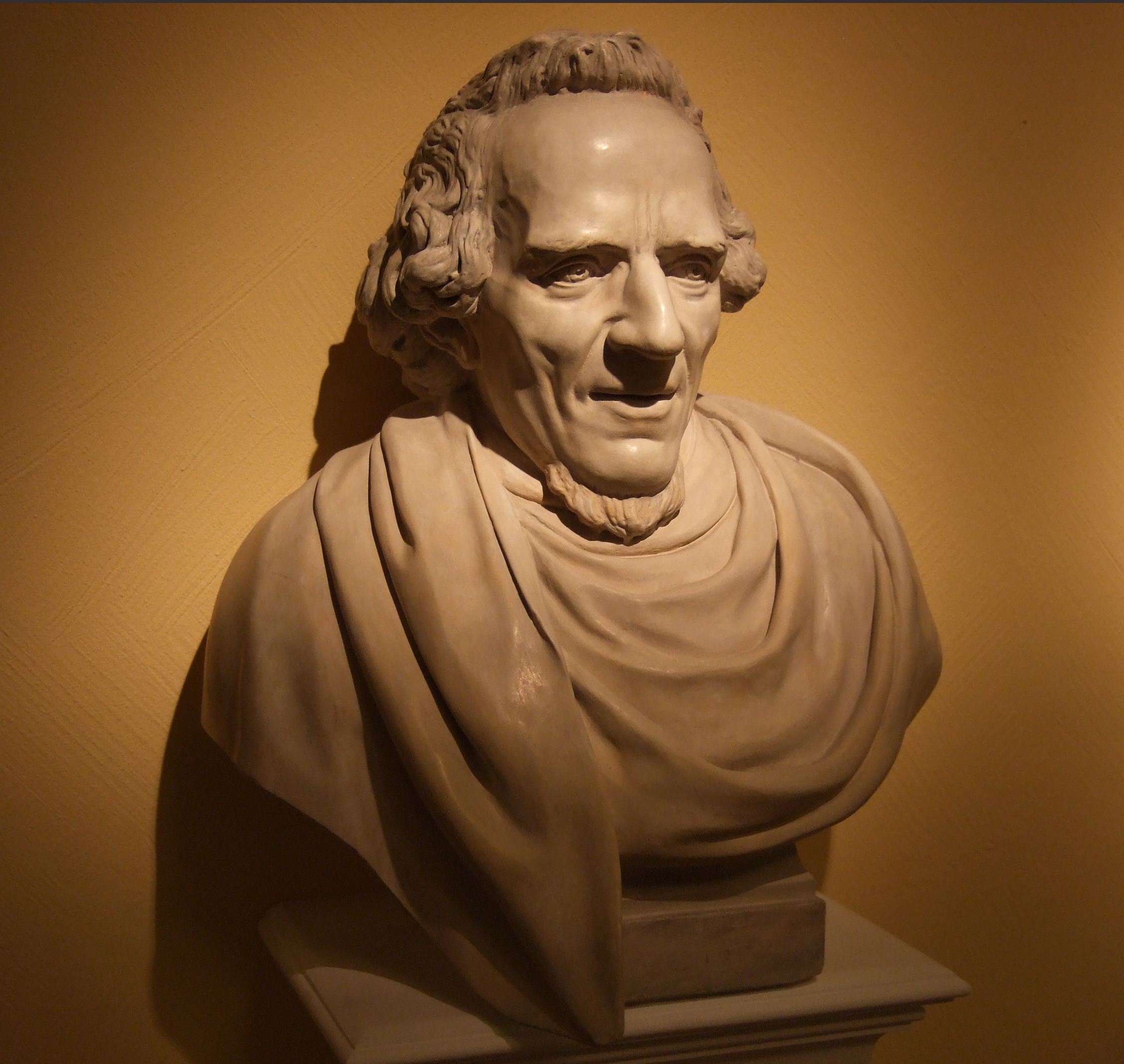
モーゼス・メンデルスゾーン
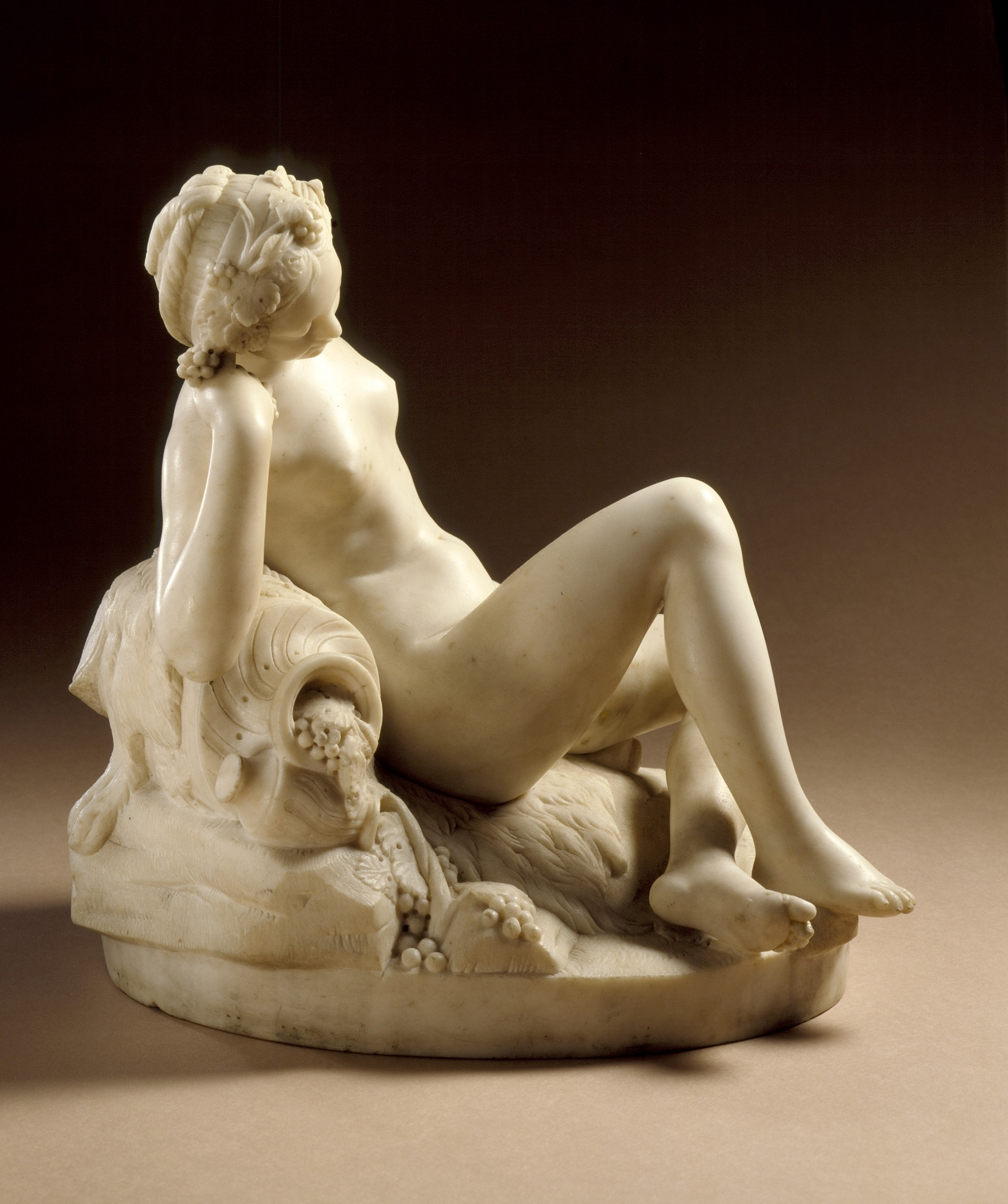
横たわるBacchante
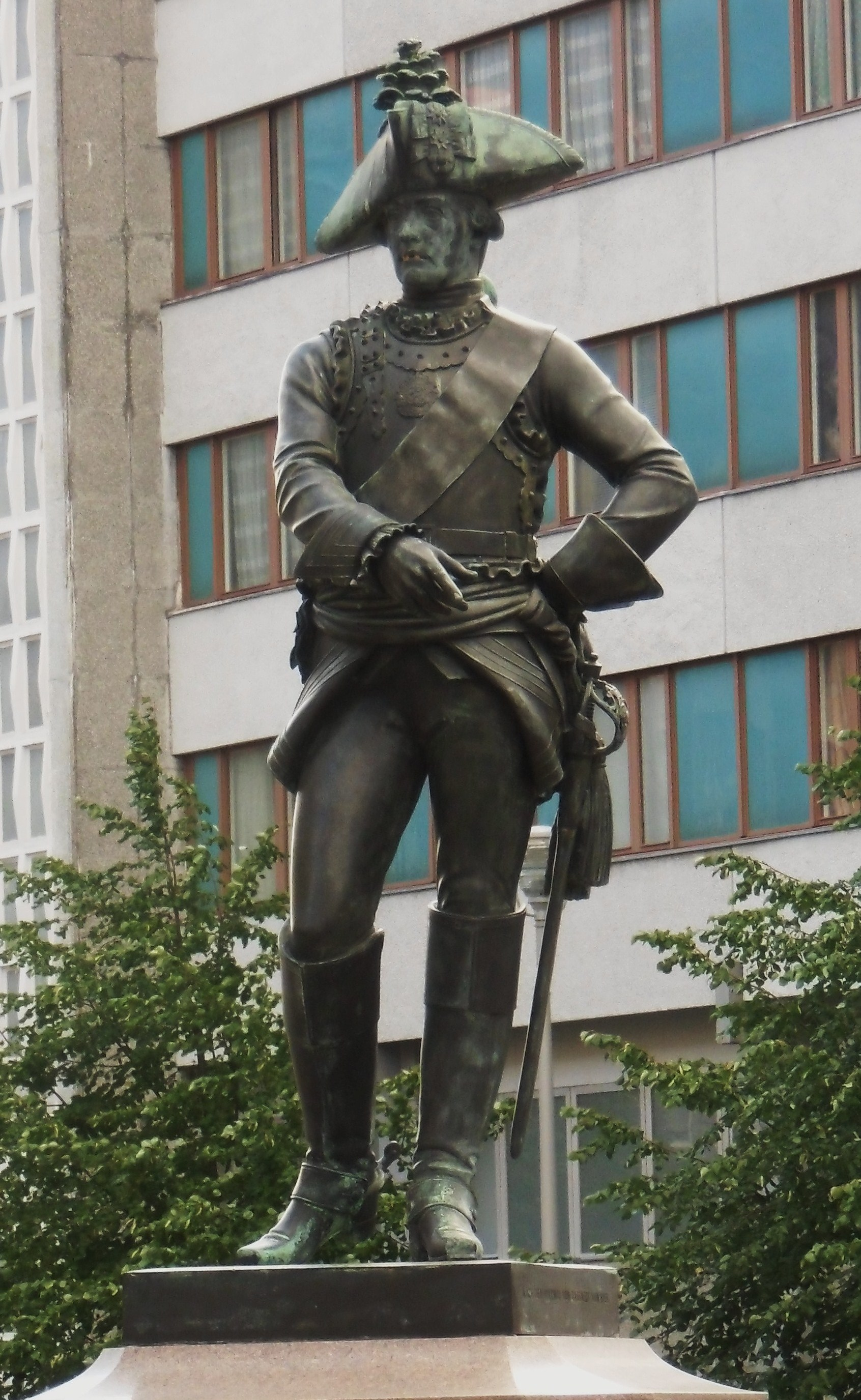
フリードリヒ・ヴィルヘルム・フォン・ザイトリッツの像
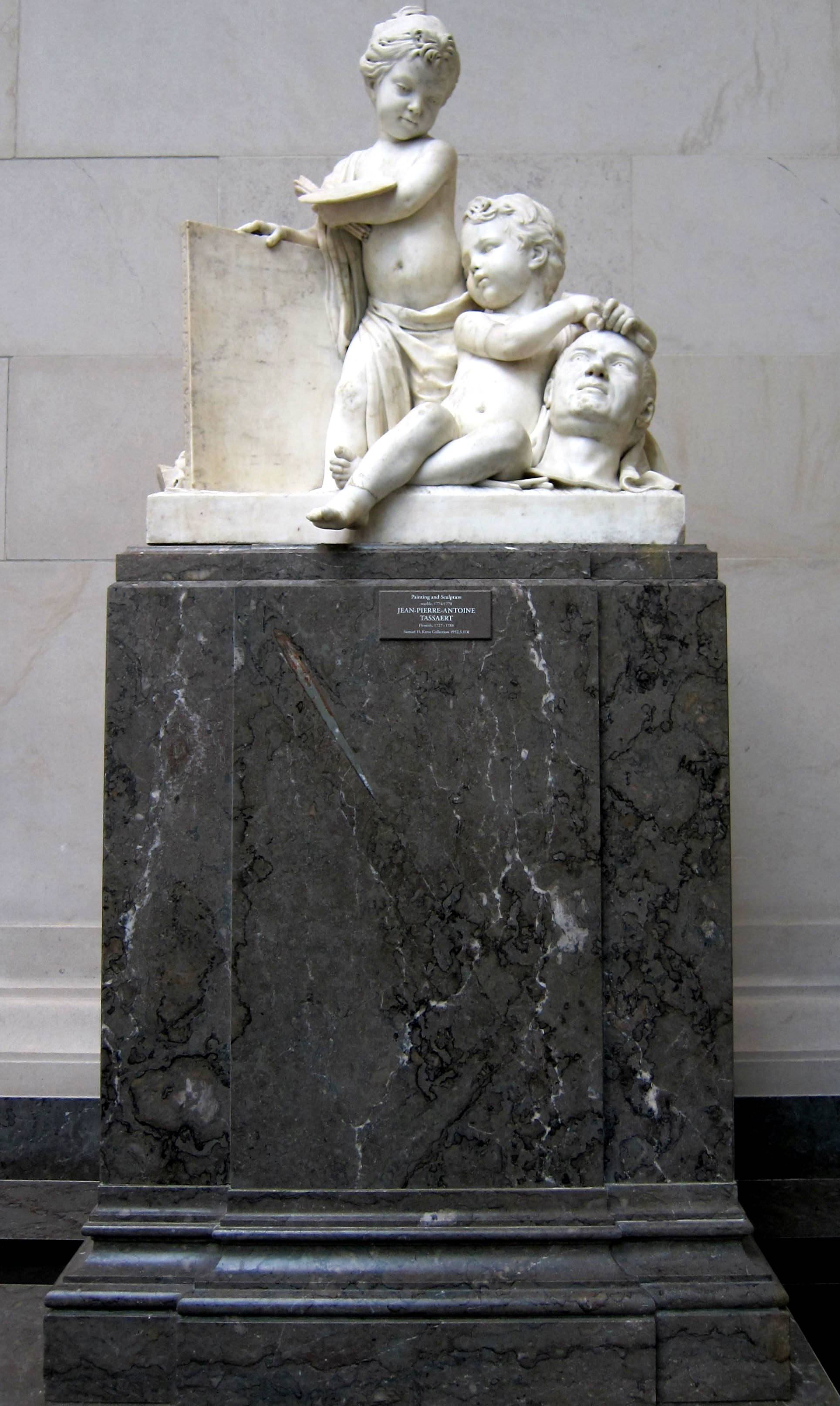
「画家と彫刻家」